# 35 км (зупинний пункт, Донецька залізниця, Покровський район)
35 кіломе́тр (також 12 км) — пасажирська зупинна залізнична платформа Лиманської дирекції Донецької залізниці (до грудня 2014 року — Ясинуватська дирекція) на лінії Рутченкове — Покровськ між станціями Роя (3 км) та Цукуриха (13 км). Розташована на північному заході міста Курахове, поблизу також села Берестки Покровського району Донецької області.
Через військову агресію Росії на сході України транспортне сполучення припинене.